# Хухрянський заказник
Хухря́нський заказник — гідрологічний заказник загальнодержавного значення в Україні. Розташований у межах Охтирського району Сумської області, на південний захід від міста Охтирки і на захід та північний захід від села Хухри. 
Площа 4591,6 га, створений 1980 р. Перебуває у віданні Охтирського лісгоспу. 
Охороняється типовий для регіону заплавний комплекс з переважанням справжніх і заболочених лук, боліт і стариць у заплаві річки Ворскли та пригирлової частини річки Хухри. 

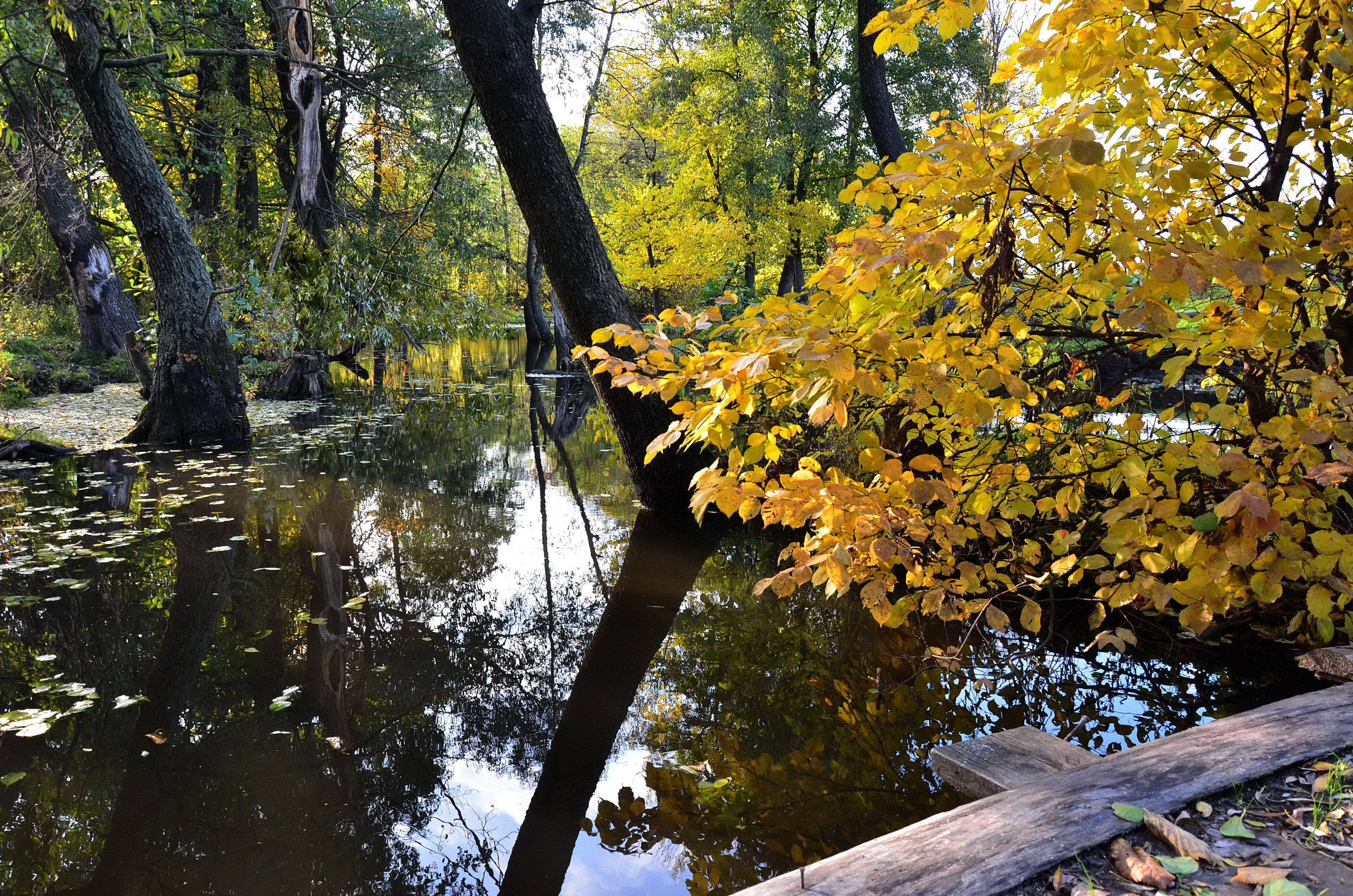
Осінні барви Хухрянського заказника

Це один з небагатьох заказників, де збереглася така велика площа лук. Трапляються ділянки заплавних лісів, переважно вільхових. Рослинність справжніх лук представлена кострицею, лепешняком великим, осокою гострою. 
Багатий тваринний світ заказника. Трапляються рідкісні види птахів — велика біла чапля, чапля руда, сіра чапля, чорний шуліка. Тут мешкає також куниця лісова, яка охороняється законом. 
Входить до складу Національного природного парку «Гетьманський».